# Победа (списание)
„Победа“ е браннически седмичник, издание на българската профашистка казионна организация „Бранник“.
Списанието започва да излиза през 1942 г. в София под редакцията на Аспарух Миников и се печата в печатницата на Военно-издателския фонд в тираж 38 000. По-късно се редактира от П. Б. Пеев и Асен Стоянов. Разпространява фашистка и шовинистическа идеология под формата на идейни насоки и култура на младежта.